# Alexander Litschev
Alexander Litschev (auch Aleksandăr Ličev, oder Aleksandar Litschew geschrieben, bulgarisch Александър Личев; * 1946 in Plewen, Bulgarien) ist ein bulgarischer Historiker und Universitätsdozent für philosophische Anthropologie und Geschichte der Philosophie an der Universität Düsseldorf.

## Leben und Werk
Alexander Litschev begann 1967 das Studium der Geschichte und Philosophie an der Universität Sofia. Nach seinem Abschluss 1973 arbeitete er zwei Jahre als Assistent für Geschichte der Philosophie an der Sofioter Universität. Von 1976 bis 1990 war er als wissenschaftlicher Mitarbeiter am Institut für Philosophie tätig. Von 1988 bis 1990 lehrte er als Privatdozent für Geschichte der Philosophie und Philosophische Anthropologie an der Universität Sofia.
Seit 1991 ist er Lehrbeauftragter für Südosteuropäische Geschichte an der Universität Düsseldorf. Im Rahmen seines Lehrauftrages sind seine Forschungsschwerpunkte: Ideengeschichte der Südslawen, Russische Ideengeschichte und Philosophie. Er hält Seminare über russische Geistesgeschichte und Mentalität.
Als Historiker beleuchtet Litschev darüber hinaus die deutsch-bulgarischen Beziehungen im 19. und 20. Jahrhundert unter Berücksichtigung der deutschen Volksgruppe in Bulgarien. Von ihm sind zahlreiche Publikationen in Bulgarisch und in deutscher Sprache erschienen.
Mit seiner Frau Anna, einer Soziologin, hat er eine gemeinsame Tochter, die Lyrikerin Angela Litschev.
Alexander Litschev lebt und arbeitet in Düsseldorf.

## Rezeption
„Der Autor Alexander Litschev hat sich auf seine Studie gut vorbereitet. Privatdozent für Philosophie und Lehrbeauftragter an der Heinrich-Heine-Universität Düsseldorf, hat er sich alleine und in interdisziplinärer Zusammenarbeit mit Historikern, Literaturwissenschaftlern und Pädagogen das überaus aspektreiche Material erarbeitet und es in eindrucksvollen und vielbesuchten Lehrveranstaltungen an der Universität und an der Volkshochschule Düsseldorf auch weiteren Kreisen zugänglich gemacht, sowie in vielen Diskussionen gleichsam erprobt. Transkulturelle Philosophie und vergleichene Lehre der Geschichte nationaler Philosophien haben in Düsseldorf eine rühmliche Tradition. Sie werden hier als eine Bringschuld an eine sich immer mehr globalisierende Öffentlichkeit verstanden.“

## Veröffentlichungen

### Bücher
als Autor
- Die Philosophie auf der Suche nach dem Menschen (Das Menschenbild in der Geschichte der Philosophie), Sofia 1978.
- Die Philosophen (gemeinsam mit R. Radev u. I. Stefanov), Sofia 1998 (3. Aufl.)
- Rußland verstehen: Schlüssel zum russischen Wesen, Grupello-Verlag, Düsseldorf 2001, ISBN 3-933749-40-9
- Die russische Zivilisation: Selbstverständnis, Identität und Mentalität, Merus Verlag, Hamburg 2006, ISBN 978-3-939519-22-5

als Herausgeber
- Der Mensch, der die Welt veränderte: 165 Jahre seit der Geburt und 100 Jahre seit dem Tode von Karl Marx, (gemeinsam mit A. Stefanov). Sofia 1983.
- Abschied vom Marxismus: Sowjetische Philosophie im Umbruch, (gemeinsam mit D. Kegler). Rowohlt, Reinbek bei Hamburg. 1992.

### Weitere Publikationen (Auswahl)
- Das Menschenbild bei Dostojevskij. In: LIK, 5/1971
- Das Problem des Menschen bei Feuerbach. In: Feuerbach – Geschichte und Aktualität. Sofia 1972.
- Das Problem des Menschen bei Platon. In: Filosofska misal, 11/1975
- Hegel und die Dialektik des Werdens des Menschen in der Geschichte. In: Filosofska misal, 9/1976
- Kant und das Problem des Werdens des Menschen. In: Kant – 250 Jahre seit seiner Geburt. Sofia 1978.
- Copernican Revolution or Ptolemaic Counter-Revolution (Kants Cosmic Humanism). In: Darshana International, 4/1985
- Ist Kants Philosophie anthropologisch?. In: Filosofska misal, 9/1986.
- Die Französische Revolution und ihre deutsche Theorie. In: Filosofska misal, 11/1989
- Die Philosophie der Innerlichkeit. Zum Selbstverständnis der russischen Philosophie (Gemeinsam mit D. Kegler). In: der blaue reiter, Nr. 20/2005